# Pehrforsskalia
Pehrforsskalia is een geslacht van spinnen uit de familie trilspinnen (Pholcidae).

## Soorten
Het geslacht kent de volgende soort:
- Pehrforsskalia conopyga Deeleman-Reinhold & van Harten, 2001